# هانز إكشتاين
هانز إكشتاين (بالألمانية: Hans Eckstein)‏ (15 ديسمبر 1908 – 15 مارس 1985) هو سبّاح ألماني راحل، مثّل بلاده في الألعاب الأولمبية الصيفية 1932.

## روابط خارجية
هانز إكشتاين على موقع اللجنة الأولمبية الدولية (الإنجليزية)
- هانز إكشتاين على موقع أوليمبيديا (الإنجليزية)